# Ophrys varvarae
Ophrys varvarae là một loài thực vật có hoa trong họ Lan. Loài này được Faller & K.Kreutz mô tả khoa học đầu tiên năm 1990.